# Wjatskoje
Wjatskoje (russisch Вятское, wiss. Transliteration Vjatskoe) ist ein Fischerdorf am Südufer des Amur im Fernen Osten Russlands mit 891 Einwohnern (Stand 1. Oktober 2021).

## Geographie
Das Dorf liegt etwa 70 km nordöstlich von Chabarowsk und gehört zur Region Chabarowsk. Es gehört als deren größter Ort zur Landgemeinde (selskoje posselenije) Jelabuga des Rajons Chabarowsk.

## Geschichte
Die Ureinwohner der Gegend um das heutige Wjatskoje waren verschiedene Tungusenstämme. Das Dorf war ehemals Teil der Äußeren Mandschurei und wurde nach der Pekinger Konvention 1860 von der chinesischen Qing-Dynastie mit Amur- und Ussurigebiet um die heutigen Städte Chabarowsk und Wladiwostok an Russland abgetreten.
Der Ortsname ist vom Namen des Flusses Wjatka im europäischen Teil Russlands abgeleitet, aus dessen Gebiet die ersten russischen Siedler vermutlich stammten.
Während des Zweiten Weltkriegs befand sich bei Wjatskoje ein Lager der 88. Brigade der Sowjetarmee, die aus chinesischen und koreanischen Partisanenkämpfern bestand. Kim Il-sung, späterer Staatschef von Nordkorea, war dort als Hauptmann eines Bataillons der Roten Armee stationiert. Vermutlich wurde hier am 16. Februar 1941 sein Sohn und Nachfolger als nordkoreanisches Staatsoberhaupt Kim Jong-il geboren. Nach der offiziellen nordkoreanischen Version geschah dies jedoch ein Jahr später auf dem Berg Paektusan.

## Söhne und Töchter des Ortes
- Kim Jong-il (1941–2011), Vorsitzender der Nationalen Verteidigungskommission von Nordkorea, Oberbefehlshaber der Koreanischen Volksarmee und Generalsekretär der Partei der Arbeit Koreas (damit faktisch Machthaber der Demokratischen Volksrepublik Korea)